# 애덤슨 대 캘리포니아 사건
아담슨 대 캘리포니아 사건(Adamson v. California)은 미국 연방 대법원 판례이다. 권리장전인 미국 수정 헌법 제5조가 어떻게 선택적 전환이론에 따라 주정부에 적용되는지를 판시하였다.

## 사건개요
두이 아담슨은 일급살인으로 기소되었는데 검사가 과거 전과를 근거로 탄핵할 것이 두려워 증언하지 않았다. 증언거부가 캘리포니아주법 상 유죄를 추정할 수 있도록 한 것을 들어 검사는 유죄를 주장하였다. 아담슨은 이 주법이 수정헌법 제5조의 자기부죄금지를 위반하여 위헌이라고 하여 소를 제기하였다.